# Підсумок

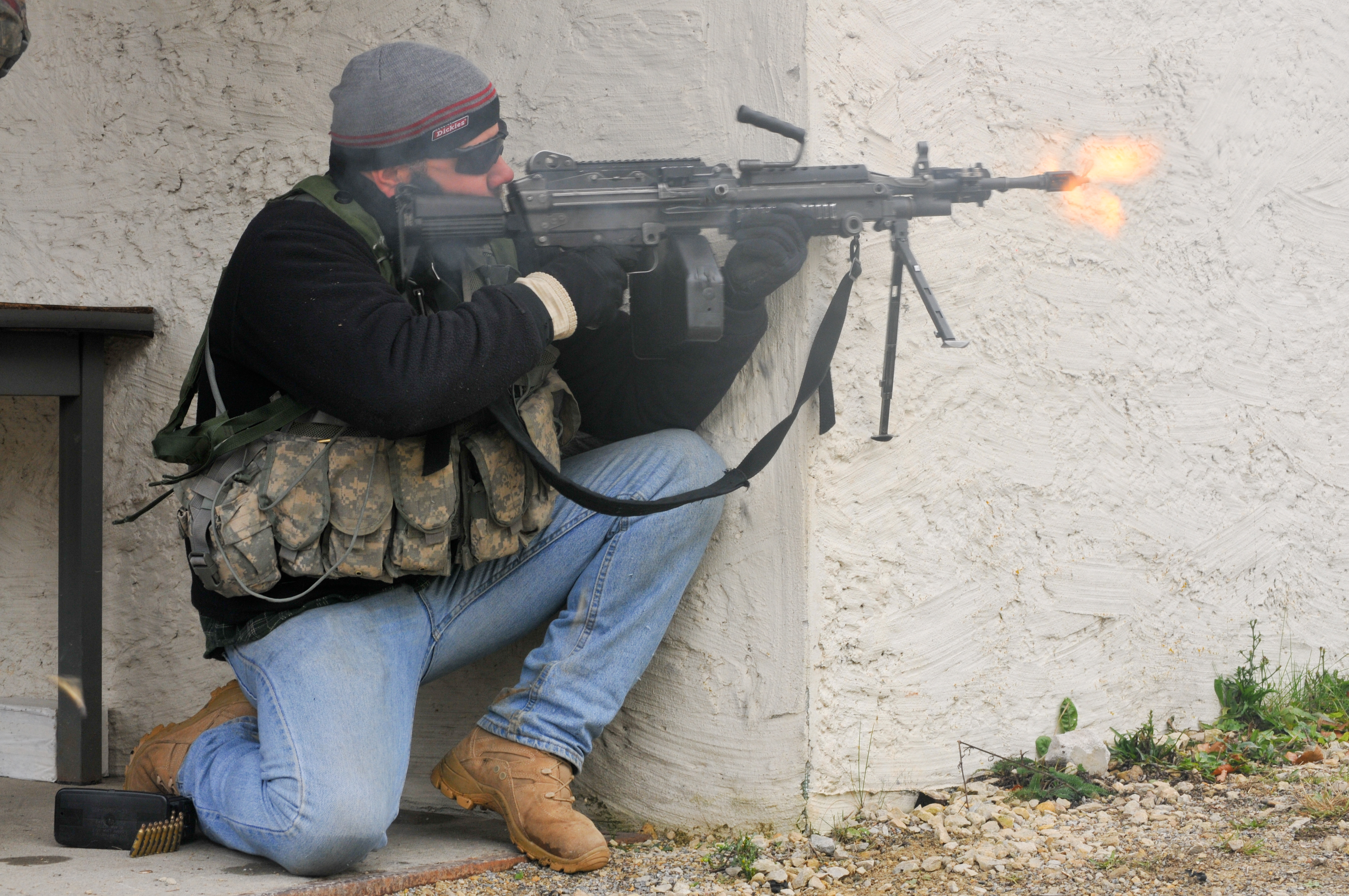
Підсумки з магазинами на поясі військослужбовця

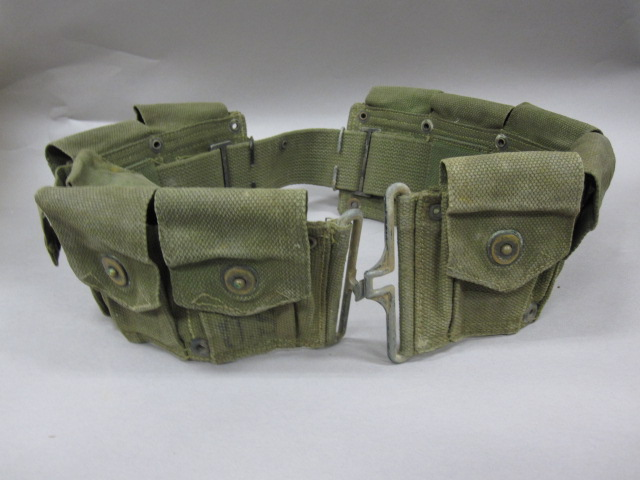
Розвантажувальний пояс з підсумками (патронтажами) для гвинтівки Springfield M1903

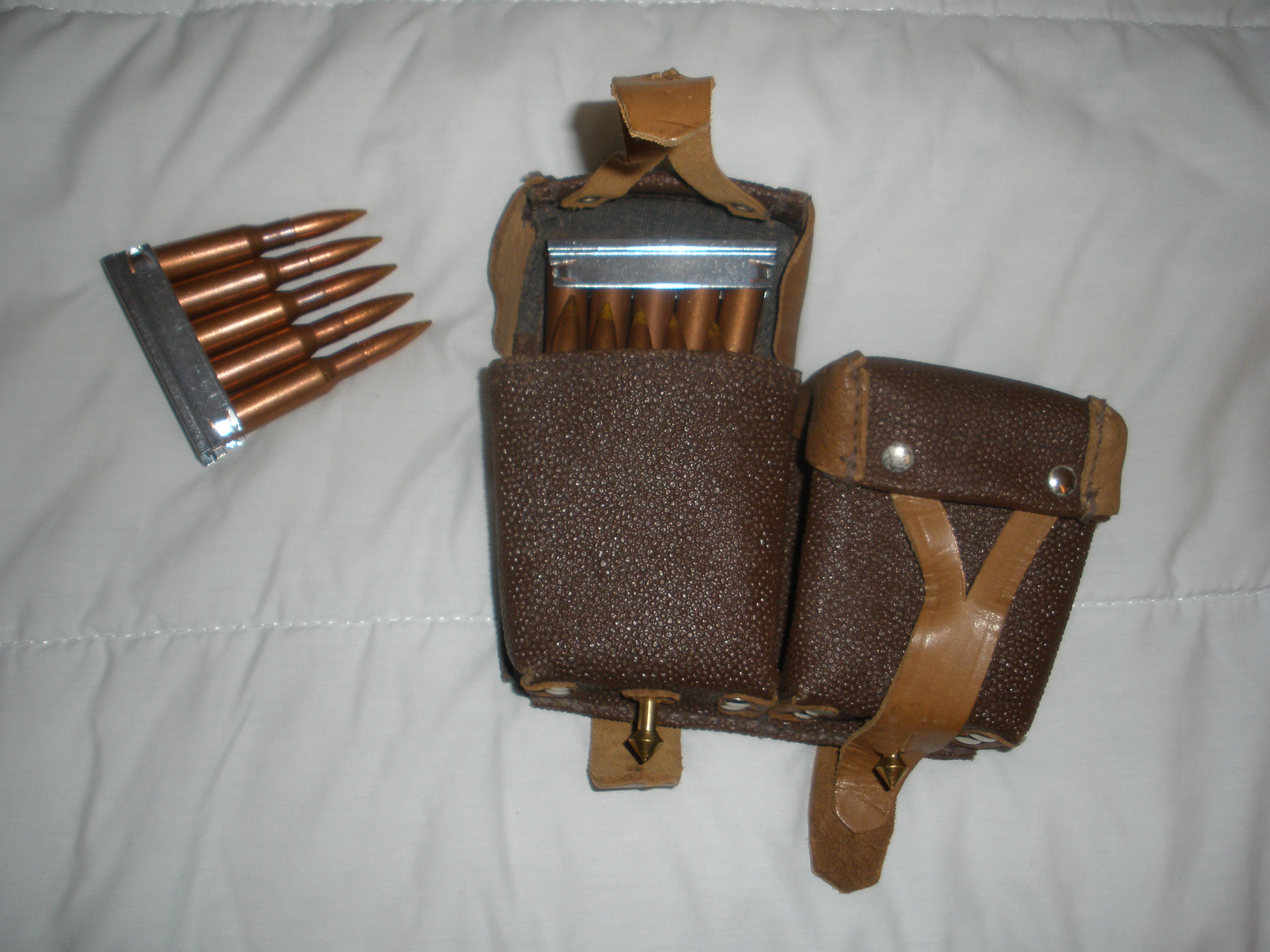
Підсумок для обойм до гвинтівки Мосіна

Підсу́мок — сумка невеликого розміру, яку носять на поясному ремені чи на розвантажувальному спорядженні.
Призначений для розміщення і перенесення початково боєприпасів (первісно — набоїв в обоймах) — звідси і його інша назва «сумка для патронів». У теперішній час термін «підсумок» також вживають щодо чохлів, сумок, кишень  використовуваних для перенесення радіостанцій, батарей, ліхтарів, фляг, медичних засобів (аптечок), інструменту тощо. 
Окрім того, існують підсумки, що кріпляться до рами або під сідлом велосипеда, мотоцикла, і підсумки, які кріплять до приклада зброї чи задньої частини шолома.

## Будова

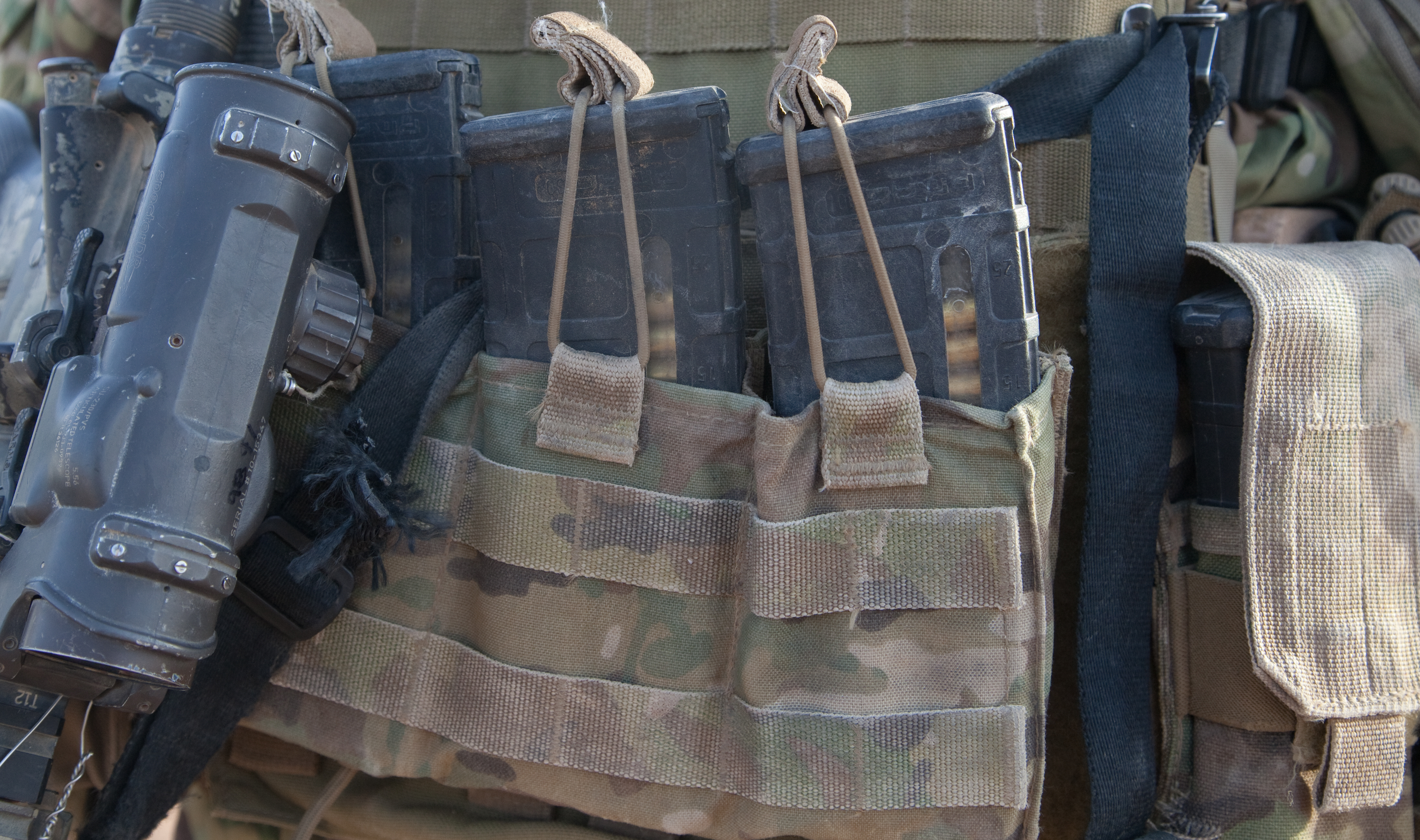
Підсумки: посередині — три напіввідкриті (видно частини магазинів з набоями; закритий — крайній справа, мгазин майже повністю закритий тканиною підсумка

Єдиного загального стандарту щодо підсумків станом на 2022 рік не має. Проте, хороший підсумок має дренажні отвори внизу кишені (на дні), великі «вуха» або «кінці» (щоб легко було захоплювати руками у тактичних рукавицях), тканина підсумка має бути такою, що не горить та зберігає еластичність незважаючи на природні фактори впливу. Підсумки шиють або виготовляють з синтетичних тканин (поліамід, нейлон, поліуретан), також з шкіри, брезенту, кірзи. Має клапан: «на липучках», «на гумках», на мідяних або бронзових «шпеньках», текстильній застібці або блискавці.

Підсумки за повнотою охоплення поділяють на:
- Напіввідкриті (розм. назва «кишеня»)
- Закриті

За можливістю утримувати форму:
- каркасні
- безкаркасні (м'які)

## Історія
Поява підсумків була пов'язана з популяризацією в XVII—XVIII століттях нової системи заряджання стрілецької зброї на основі патронів (паперових гільз, що містять заряд пороху і кулі), для транспортування яких потрібен був контейнер для захисту від вологи.
При цьому замінили раніше використовувані бандольєри (шкіряні пояси з підвісними дерев'яними рукавами з порціями лише пороху). Спочатку цей вид спорядження називався патронташ (у піхоті) і кишеч у кавалерії.
Спочатку підсумки були сумками або коробками (іноді багато прикрашені), які носили на лямці, в які поміщали покровителів. Внутрішня частина підсумка мала дерев'яну вставку (як правило, листяну), обладнану отворами або відділеннями, які були гніздами для вантажу, захищаючи його від пошкоджень і вологи. Вставка також могла мати місце для додаткових аксесуарів, таких як камені, ключі (зброї) або розрядника.
З розповсюдженням комбінованих боєприпасів у середині XIX століття підсумок набув вигляду невеликого контейнера (або набору контейнерів), закріпленого на поясі на стегнах, в який поміщався запас патронів (з 1880-х років, додатково кріпляться в навантажувачі або човни). У ХХ столітті через появу окремої напівавтоматичної зброї та автоматичної зброї, що живиться від змінних магазинів, до них також пристосували кишені, щоб вони могли перевозити боєприпаси, уже поміщені в запасні магазини. Зараз підсумки найчастіше виготовляють із синтетичних водостійких тканини, що не горять (які прийшли на зміну павутинним і шкіряним).
Наприклад, підсумок гвинтівки Мосіна прийнятий у 1891 (за іншими даними 1892) році. Зроблений з товстої шкіри, має витягнуту коробчасту форму з округлим денцем, закривався на мідяні або бронзові «шпеньки». Цей підсумок вміщав 6 обойм по 5 набоїв.
У 1937 році на озброєння Червоної армії прийнято новий зразок підсумка — двосекційний, шкіряний, з вшитими овальними кільцями для кріплення ранцевого спорядження. Кожний відділок вміщав по 3-4 обойми.

## Україна
Штатний підсумок[джерело?] для АК-74 призначений для розміщення 4 магазинів. Існують варіанти для 3-х магазинів, з додатковими кишенями для дрібного приладдя.